# Presa di Vercelli (1800)
La presa di Vercelli avvenne il 27 maggio 1800 (o il 7 pratile anno VIII del calendario rivoluzionario francese), durante la campagna d'Italia e vide le truppe del generale Gioacchino Murat prevalere sulla guarnigione austriaca.

## Contesto storico
Il primo console Napoleone Bonaparte, volendo nascondere ai generali austriaci i suoi disegni sulla Lombardia, fece marciare due divisioni su Torino, in appoggio al generale Jean Lannes, che aveva cacciato il nemico da Chivasso sul Po.
Gli austriaci si ritirarono a Casale Monferrato, dove li inseguirono i francesi.

## La battaglia
La divisione del generale Gioacchino Murat, avendo ricevuto l'ordine di dirigersi verso Santhià, arrivò nel momento in cui gli austriaci avevano appena incendiato il ponte di Casale sul Sesia. Nonostante alcuni tafferugli mentre fingevano di attraversare il fiume, diversi soldati si gettarono a nuoto per prendere la passerella e recuperarla, ma quando tutto lasciava credere che minacciassero Torino, la divisione di cavalleria agli ordini del generale Murat aveva preso la strada per il Milanese ed entrò a Vercelli, senza dar fuoco alla miccia.
Nel complesso, circa 1000 soldati di cavalleria austriaci furono sbaragliati e messi in fuga dalla divisione di Monnier.

## Bilancio
Cinquanta cacciatori austriaci furono fatti prigionieri, ma non appena i francesi ebbero gettato un ponte di barche sul Sesia, l'avanguardia vide gli austriaci dietro il Ticino.
Oltre ai prigionieri, i francesi ebbero accesso ai magazzini della città, colmi di grano, riso ed altri generi alimentari.